# Przełęcz Kocierska
Przełęcz Kocierska (718 m) – przełęcz w Beskidzie Małym, między szczytami Błasiakówka i Roczenka. Stanowi najniższy punkt w głównym grzbiecie Beskidu Andrychowskiego (wschodnia część Beskidu Małego). Jednocześnie punkt zwornikowy: zbiegają się tutaj grzbiety Góry Cygańskiej, Kocierza i Potrójnej (Czarny Groń).
Przez przełęcz biegnie granica między miejscowościami Targanice w województwie małopolskim i Kocierz Rychwałdzki w województwie śląskim, oraz droga wojewódzka nr 781 z Andrychowa w kierunku Żywca. Na przełęczy znajduje saię ostry zakręt o nazwie Zakręt Beskid, a po obu stronach szosy dwa parkingi samochodowe. Dawniej biegł tędy szlak kupiecki z Krakowa przez Żywiec na Węgry i stał drewniany zajazd (spłonął w 1908 r.). W końcu XVIII w. drogę przekształcono w tzw. Gościniec Kocierski – najstarszą drogę w Polsce o bitej nawierzchni. Nazwa Kocierza może pochodzić od słowackiego „chotar”, oznaczającego granicę. Istnieje też inna wersja, że prawdopodobnie licznie występowały tu niegdyś rysie.
W latach 30. XX wieku działało w tym miejscu schronisko turystyczne na Przełęczy Kocierskiej, obecnie już nieistniejące. Po wojnie bytomska Kopalnia Węgla Kamiennego Miechowice wybudowała na przełęczy duży ośrodek wypoczynkowy, wówczas bardzo komfortowy. W budynku tym kręcono wiele scen serialu Dyrektorzy. W latach 90. ośrodek ten został sprywatyzowany. Odbywają się w nim konferencje, różnego rodzaju imprezy, jest hotel, restauracja, regionalna karczma, basen, korty tenisowe, boisko, park linowy. Ośrodek ten prowadzi również wyciąg narciarski na drugim wyrębie na wschodnim stoku opadającym do Targaniczanki.
Obecnie Przełęcz jest węzłem szlaków turystycznych:
 Mały Szlak Beskidzki na odcinku: Żarnówka Mała – Żar – Kiczera – Przełęcz Isepnicka – Cisownik (Cisowa Grapa Północna) – Cisowe Grapy (Cisowa Grapa Południowa) – Szeroka Przełęcz (Przysłop Cisowy) – Kocierz – Przełęcz Szeroka – Beskid – Błasiakówka – Przełęcz Kocierska. Czas przejścia: 4:05 h, ↓ 3:30 h
 Mały Szlak Beskidzki na odcinku: Przełęcz Kocierska – Roczenka – Kiczora – przełęcz Skaliste – Potrójna – Łamana Skała – Leskowiec – Schronisko PTTK Leskowiec
 odcinek: Porąbka – Palenica – Bukowski Groń – Trzonka – Przełęcz Bukowska – Mała Bukowa – Kaprówka (Wielka Bukowa) – Przełęcz Cygańska – Góra Cygańska – Kocierz Rychwałdzki.

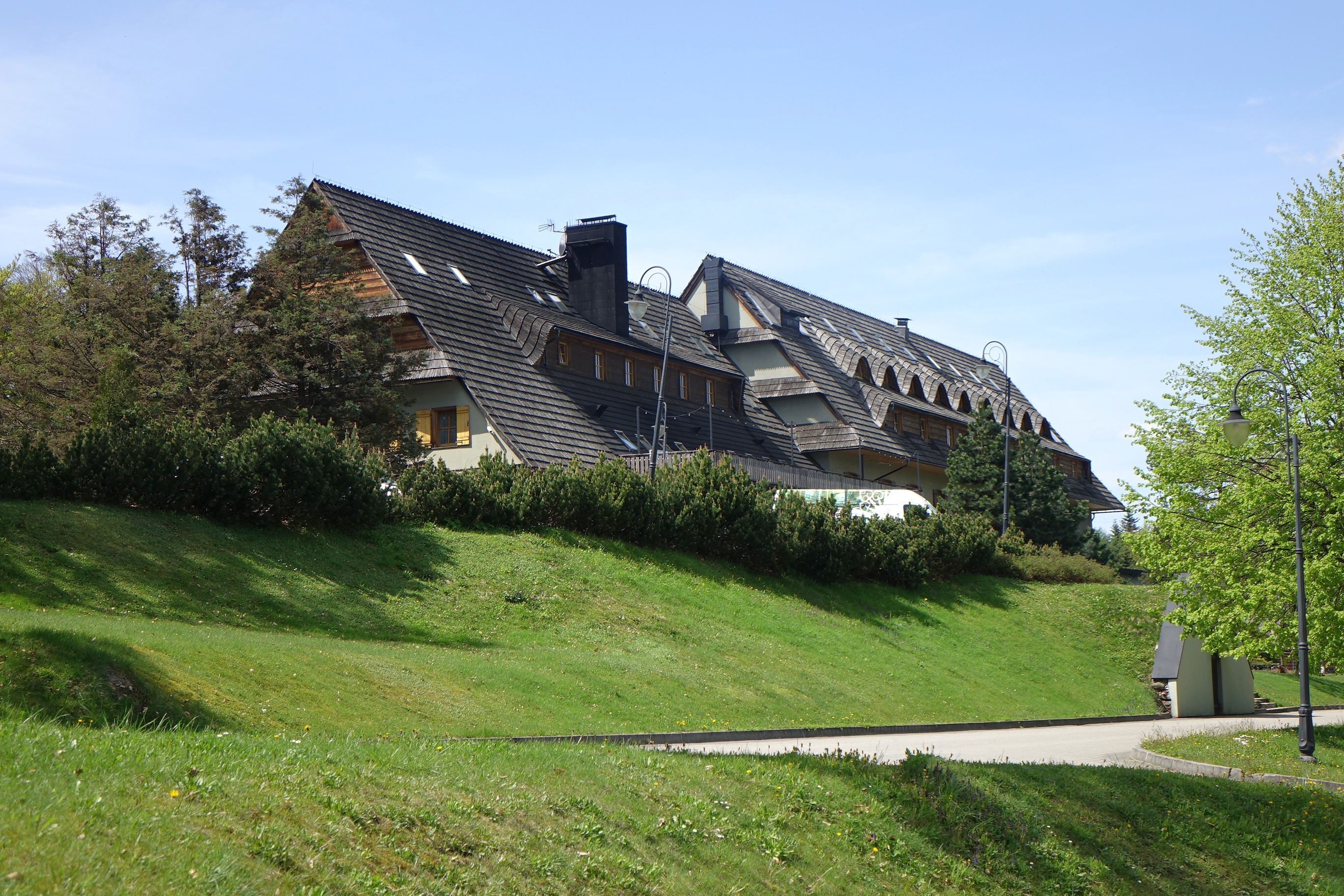
Hotel SPA „Kocierz”